# Roccarainola
Roccarainola es un municipio italiano localizado en la ciudad metropolitana de Nápoles, región de Campania. Cuenta con 7.113 habitantes en 28,33 km².
El territorio municipal contiene las frazioni (subdivisiones) de Gargani, Piazza, Polvica, Rione Fellino y Sasso.
Limita con los municipios de: Cicciano, Nola y Tufino, en la ciudad metropolitana de Nápoles; Arienzo y San Felice a Cancello, en la provincia de Caserta; Arpaia, Forchia y Paolisi, en la provincia de Benevento; Avella, Cervinara y Rotondi, en la provincia de Avellino.

## Evolución demográfica
| Gráfica de evolución demográfica de Roccarainola entre 1861 y 2011 |
|                                                                    |
| Fuente ISTAT - elaboración gráfica de Wikipedia                    |